# 에이리언 2020
에이리언 2020(영어: Pitch Black)은 2000년 개봉한 데이비드 투이 감독의 연출 작품으로 《리딕》 시리즈의 첫 번째 작품이다.

## 줄거리
먼 미래, 냉동 수면 상태의 승객들을 실은 우주선 헌터-그라츠너호가 항해 중이다. 승객 중에는 종교 지도자와 그의 어린 제자들, 십대 소녀, 탐사꾼 커플, 부유한 상인, 그리고 악명 높은 범죄자 리딕을 호송하는 경관이 있다. 리딕은 빛에 매우 민감한 특수한 눈을 가지고 있다. 우주선은 유성우에 의해 파손되어 불시착하게 되고, 대부분의 승객들이 사망한다. 살아남은 사람들은 세 개의 태양이 항상 떠 있는 황량한 행성에 고립된다.
생존자들은 버려진 연구 시설을 발견하지만, 곧 그곳에서 지하에 서식하는 빛에 민감한 포식성 생물들의 존재를 알게 된다. 한 생존자가 실종되고, 그 후 시신으로 발견되자 리딕이 의심받는다. 경관은 리딕에게 생존자들을 돕는 조건으로 그를 풀어주겠다고 제안하고, 일행은 추락한 우주선의 부품을 이용해 탈출을 시도한다. 그러던 중 행성에 일식이 다가오고, 생물들이 지상으로 나와 사냥을 시작할 것이라는 사실을 알게 된다. 그들은 과거 연구원들이 일식 때 생물들에게 희생되었음을 깨닫는다.
탈출을 위해 일행은 태양열 차량을 이용해 추락 지점으로 이동하지만, 일식이 시작되며 생물들이 나타나 그들을 공격한다. 생존자들은 어둠 속에서 리딕의 특수한 시력을 이용해 탈출하기로 하고, 리딕은 생물들에게서 일행을 보호하기 위해 임시변통으로 빛을 만들고, 전력 장치를 운반한다. 그러나 공포에 질린 상인이 빛을 파괴하며 생물들에게 희생된다. 리딕은 일행에게 십대 소녀가 사실 여자이며, 생리혈 냄새가 생물들을 유인하고 있다고 밝힌다. 경관은 소녀를 미끼로 사용하려 하지만, 리딕이 그를 제압하고 떠난다.
리딕은 마지막 남은 어린 제자와 소녀, 그리고 여성 조종사를 동굴에 숨기고 혼자 우주선을 작동시키려 한다. 동굴 안에서 그들은 빛을 내는 벌레들을 발견하고 그것을 이용해 빛을 만든다. 조종사는 우주선을 작동시키려는 리딕을 발견하고 동료들을 구하기 위해 설득하고, 마침내 리딕은 돌아와 동료들을 구출한다. 일행은 탈출하지만, 리딕은 생물들에게 공격당하고 여성 조종사는 생물에게 잡혀간다. 리딕은 우주선에 올라타 엔진을 가동해 최대한 많은 생물을 태워버리고, 살아남은 소녀에게는 당국에 자신이 행성에서 죽었다고 말하라고 한다.

## 배역
- 빈 디젤 - 리딕
- 라다 미첼 - 캐롤린 프레이
- 콜 하우저 - 윌리엄 J. 존스
- 클로디아 블랙 - 샤론 몽고메리
- 키스 데이비드 - 이맘
- 리아나 그리피스 - 잭